# Misil superficie-aire

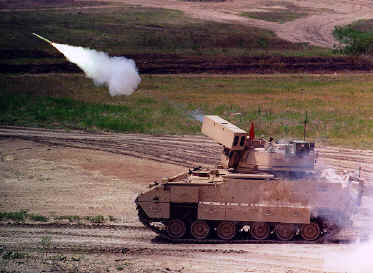
Misil Stinger lanzado desde un vehículo blindado.

Un misil superficie-aire (abreviado SAM, del inglés surface to air missile) o misil tierra-aire (abreviado GTAM, del inglés ground-to-air missile) es un tipo de misil diseñado para ser lanzado desde la superficie terrestre o marítima, por una persona (misil portátil) o una instalación (plataforma de misiles), y alcanzar a aeronaves en vuelo como aviones, helicópteros u otros misiles. Se trata por tanto de un sistema antiaéreo.
Los misiles de este tipo pueden ser artefactos muy baratos y de fácil adquisición, al ser fabricados por multitud de países; por lo que su comercio y tenencia incontrolados suponen un peligro para la navegación aérea mundial.

## Historia
Los primeros intentos serios de desarrollar un misil superficie-aire tuvieron lugar durante la Segunda Guerra Mundial, principalmente por parte de la Alemania nazi. El estadounidense Nike Ajax fue el primer sistema de misiles guiados operacionales.

## Características de un misil tierra-aire

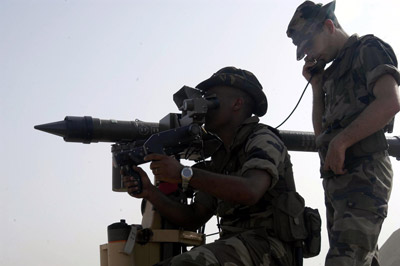
Mistral francés en su configuración portátil.

En principio un misil tierra-aire se compone de:
- Carga de combustible
- Aletas direccionadoras: puesto que es un ingenio volador requiere alas, pero debido a su pequeño tamaño y gran velocidad, éstas no necesitan ser muy grandes
- Carga explosiva
- Detonante
- Sistema de guiado, que puede ser infrarrojo (guiándose por el calor de los motores y los tubos de escape del objetivo) o por radar (iluminado por una estación en tierra)

Además, debe ser disparado desde una rampa de lanzamiento (transportada por una persona, vehículo o fija en tierra) y disponer de sistemas en tierra para la localización del blanco y la designación del objetivo; puede ser un simple visor o un sistema complejo integrado con un radar, dependiendo del tipo de guiado y del tamaño del arma.

## El peligro del poder aéreo
Pese a que en un primer momento no se percibieron las ventajas de la aviación, esta pronto se incorporó a los ejércitos, para realizar tareas de inteligencia y ataque a tierra. Ya en la Primera Guerra Mundial, todas las naciones en conflicto disponían de aviones en sus fuerzas armadas y pronto fue un arma separada del tradicional Ejército de Tierra y Marina de guerra.
Fue durante la Segunda Guerra Mundial cuando la aviación demostró todo su potencial, causando millones de liras en pérdidas a la armada italiana en el ataque de Tarento por unos obsoletos biplanos Fairey Swordfish, dañando seriamente la flota del Pacífico de Estados Unidos en Pearl Harbor o arrasando ciudades como Dresde.
Fue tras ese conflicto cuando terminó de confirmarse la lección de Quien domine el cielo dominará la tierra, y por lo tanto la necesidad de terminar con la aviación enemiga resultaba un prioridad para cualquier ejército. Para esto, desde muy pronto comenzó a utilizarse la artillería antiaérea, pero esta no siempre obtenía buenos resultados. Los aviones necesitan ser aeronaves muy ligeras y por lo tanto son muy frágiles; sin embargo, su gran velocidad y su maniobrabilidad no les hacen presas fáciles para las armas antiaéreas; mucho menos si dichos aviones vuelan a gran altura, como los bombarderos estratégicos.
El principio que mueve a los misiles es muy antiguo. Los cohetes, por ejemplo, ya los utilizaron los chinos en 1238 para derrotar a los tártaros en Pein King y los primeros misiles como tal, las V-1 y V-2 alemanas, volaban con cierta regularidad en 1944. El problema de contar con misiles tierra-aire era el guiado del arma.

## Evolución de los misiles tierra-aire
A finales de los años cincuenta, la tecnología de las cámaras infrarrojas y los sistemas de guiado por infrarrojos ya se habían desarrollado lo bastante, y comenzaron a producirse los primeros misiles tierra-aire portátiles.

### Misiles guiados por infrarrojos

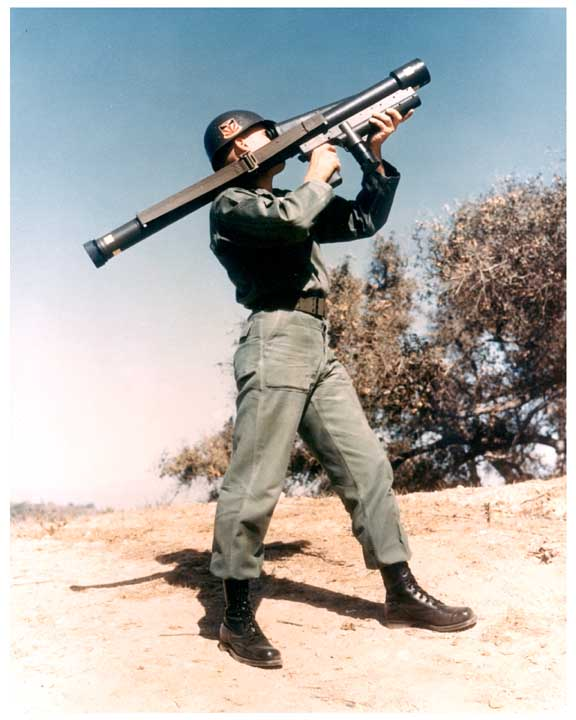
El RedEyes fue uno de los primeros misiles portátiles tierra-aire.

- Los misiles de primera generación, como el FIM-43 Redeye estadounidense o el 9K32 Strela-2 soviético, podían destruir o causar serios daños a las aeronaves, pero tenían el inconveniente de su poca orientación (debían ser disparados cuando el avión hubiera rebasado el arma y esta viera literalmente la fuente de calor), además de desorientarse con otras emisiones de rayos infrarrojos relativamente cercanas, incluso con el Sol.
- Los misiles de segunda generación, como el famoso Stinger estadounidense o el SA-8 soviético (una mejora del anterior), ya eran capaces de ser disparados delante del blanco o desde un lateral, y no se desorientaban con el Sol. Sin embargo, fuertes emisiones de calor, como las bengalas de magnesio, podían desorientarlos.
- Los misiles de tercera generación como el francés Mistral, el Stinger B o el 9K38 Igla tienen capacidad de eludir las contramedidas lanzadas por el blanco.
- Por su parte los misiles de cuarta generación aún en fase de prototipo a principios del siglo XXI contaban con mayor autonomía que generaciones anteriores.

Estas armas pueden tener un alcance máximo de 8 km y detectar a un posible objetivo a 10 km de distancia. Se denominan sistema MANPADS del inglés Man-Portable Air Defense System o sistema de defensa aérea individual.

### Misiles guiados por radar
- Misiles de primera generación los primeros misiles guiados por radar debían ser disparados de uno en uno; pues el radar debía iluminar el blanco y al mismo tiempo guiar al misil y eso solo podía conseguirlo con uno o a lo sumo con dos, siempre y cuando estos fueran dirigidos contra el mismo blanco.
- Los misiles de segunda generación eran ya guiados por radares que podían orientar y guiar varias armas al mismo tiempo contra blancos diferentes.
- Los misiles de tercera generación son capaces de ignorar las perturbaciones electromagnéticas emitidas por los cazas como defensa, lo que se denomina chaff; pero solo hasta el nacimiento de los nuevos modelos de guiado, la evolución ya no se mide tanto por generaciones sino por años.

La ventaja de estos misiles respecto a sus homólogos guiados por infrarrojos radica en su mayor capacidad para localizar blancos a mucha mayor distancia. Para cubrir esa mayor distancia estos ingenios suelen ser de mucho más grandes, debido a su mayor carga de combustible. Como desventaja resultan más vulnerabilidad; el conjunto de las armas y, en su caso, el vehículo que las porta resulta un blanco fácil de localizar y difícil de mover; además no sirven de nada si las instalaciones de radar han sido inutilizadas, especialmente los móviles.
Un ejemplo de la eficacia de estas armas se demostró contra los estadounidenses en su campaña de bombardeos sobre Vietnam del Norte durante la guerra de Vietnam, conocida como Operación Linebaker II. Frente a los ataques de los B-52, Hanói disparó más de mil misiles, derribando 15 de estas fortalezas volantes y dañando a otras tres, pese a la gran altitud a la que volaban.
El alcance de un misil guiado por radar puede ser de decenas de kilómetros, como fue el caso del disparado contra un U-2, también estadounidense, que realizaba una misión fotográfica de espionaje sobre Rusia. El incidente del avión U-2 ocurrió durante la Guerra Fría, el 1 de mayo de 1960, cuando un avión espía estadounidense U-2 fue derribado sobre la Unión Soviética. En un principio, el gobierno de Estados Unidos negó el objetivo y misión del avión, pero se vio obligado a admitir su papel en la intrusión aérea cuando la URSS mostró sus restos (sorprendentemente conservados), y más aún, anunció que su piloto, de quien luego se sabría que se llamaba Francis Gary Powers, había sobrevivido a su derribo.

## Peligrosos e incontrolados

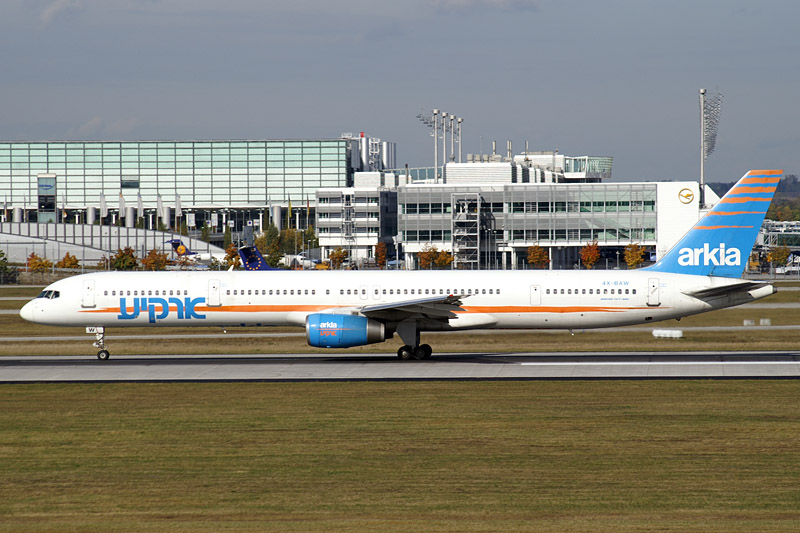
El ataque a un 767 de la línea israelí Arkia hizo tomar conciencia a muchos países del peligro que suponen los misiles tierra-aire fuera de control. En la imagen un 757 de la misma aerolínea.

Los misiles guiados por radar pueden atacar casi cualquier avión; pero debido a su porte, precio y requerimientos, no están al alcance de cualquiera. Únicamente los gobiernos los poseen y por esa razón sus acciones se han restringido a ataques contra objetivos militares o civiles tomados por militares en todo caso.
En contraposición a esto los misiles guiados por infrarrojos, especialmente los portátiles, han sido adquiridos y utilizados no solo por fuerzas armadas sino también por grupos terroristas. Así desde 1983 hasta 2005 se habían contabilizado 35 ataques contra aeronaves comerciales con el resultado de 24 derribos (al menos un 70% de efectividad) y unos 500 muertos. De ellos 6 eran aviones comerciales de gran capacidad, de los cuales dos recibieron daños leves, otros dos sufrieron daños severos sin pérdida de vidas y otros dos fueron derribados muriendo todos los pasajeros. Uno de los aviones que logró sobrevivir, pero desató las alarmas, fue un Boeing 767 de la aerolínea israelí Arkia que fue atacado en el aeropuerto de Mombasa (Kenia) por Al Qaeda utilizando un anticuado SA-7. Sin embargo en Irak un C-130 Hércules de la RAF resultó derribado en 2005 muriendo todos su ocupantes, pese a que investigaciones posteriores abrieron también la posibilidad de que fuese por un cañón antiaéreo de 20 mm. Nuevamente en Somalia un avión de la compañía Unión Africana fue derribado por un misil de origen ruso el 23 de marzo de 2007 muriendo 11 personas.
El peligro que supone el descontrol de estas armas ha hecho que gobiernos como el israelí y el estadounidense, fabricantes como EADS o AIRBUS GROUP e incluso líneas aéreas como Lufthansa comiencen estudios o planes para defender sus aviones civiles de ataques con misiles.
La amenaza es muy real, según José María Sáenz, pues se creen que en el mundo puede haber entre 5000 y 150 000 de estos misiles en manos de grupos terroristas, si bien la mayoría probablemente sean SA-7 soviéticos de diseño obsoleto pero efectivo, como se ha comentado. De esta forma el grupo Al Qaeda ha conseguido y utilizado varios de ellos; a ETA le fueron incautadas dos unidades de origen ruso en 2004, y la insurgencia iraquí dispone así mismo de estos o más sofisticados modelos. Además 17 países del mundo los fabrican.
Estas armas son baratas de adquirir, si bien es verdad que un misil de nueva generación puede costar unos 250 000 dólares, un modelo anticuado no supera los 500 dólares por unidad, pudiéndose adquirir en el mercado negro introducidos por los llamados estados irresponsables.

## Defensa antimisil

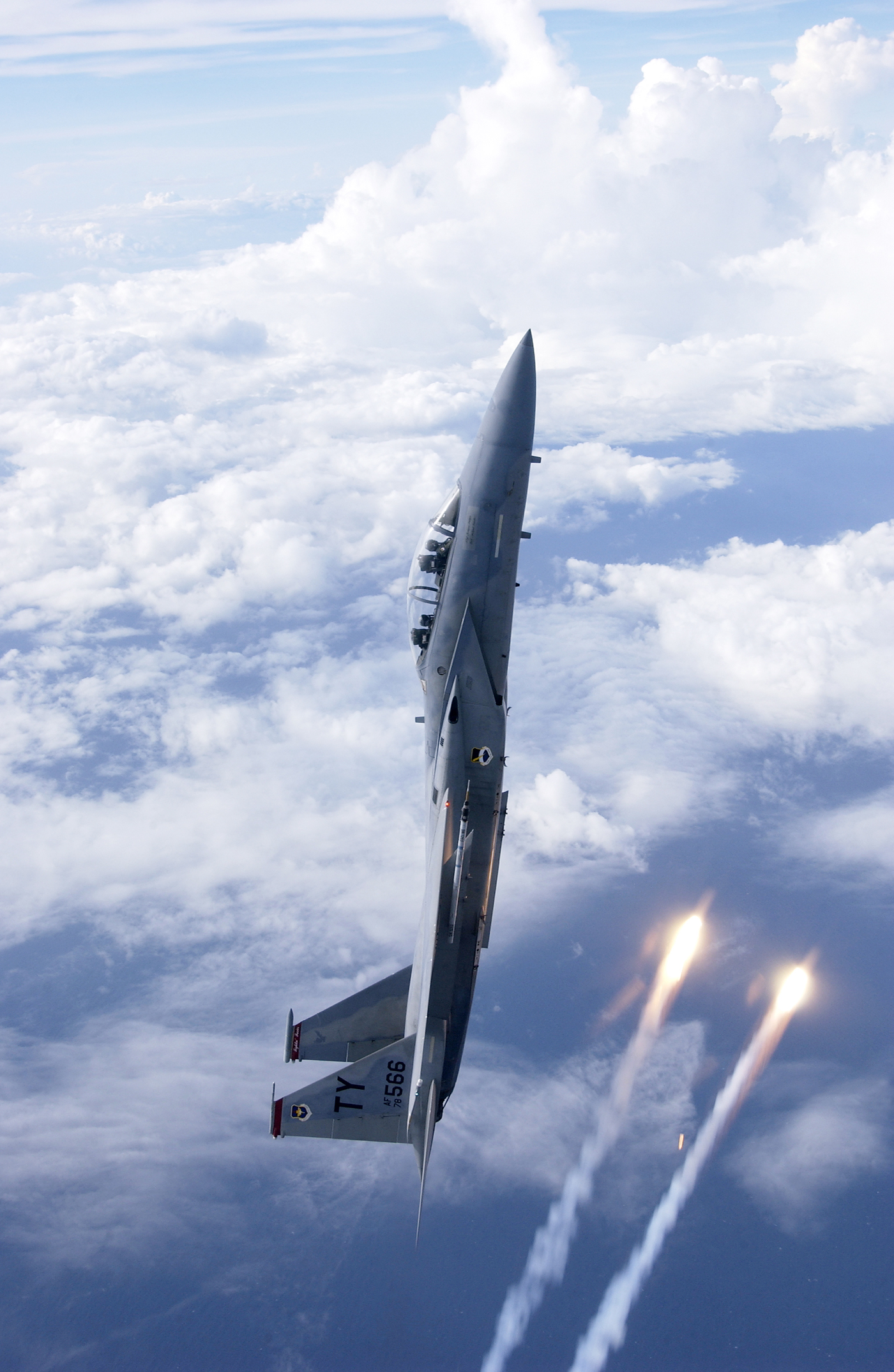
Las bengalas quizá sean la medida antimisil más conocida, como las lanzadas por este F-15, pero solo son una más.

La defensa antimisil no es algo muy complicado y se basa en cegar y/o confundir al sistema de guiado. Lo difícil es unirlas en un solo sistema que detecte pronto y correctamente la amenaza, evalúe contramedidas y maniobras y presente toda esta información al piloto o la tripulación de una forma rápida, clara y consumiendo el menor tiempo posible; ya que el tiempo es un factor básico en la defensa antimisil.

### Defensa militar
Los aparatos militares se modernizan casi constantemente y la evolución de las defensas ya no se mide en generaciones sino en años.
De esta forma entre las contramedidas más habituales están:
- Bengalas: son de una material inflamable que las hace arder al abandonar la aeronave y permanecen ardiendo durante varios segundos e incluso minutos
- Emisores infrarrojos son fuentes de rayos infrarrojos sustitutivos de las bengalas donde estas no se pueden utilizar, como en ciudades y núcleos poblados
- Detectores LASER sirven para detectar posibles misiles que se acerquen
- Chaff son emisores de señales electromagnéticas que despistan a los radares
- Sistemas perturbadores equipos integrados en el aparato que distorsionan las señales de los radares enemigos

Así los israelíes desarrollaron a principios del siglo XXI el PAWS. Este sistema presenta como principal innovación el alertar sobre amenazas que se dirigen solo a la plataforma propia, principalmente de misiles guiados por infrarrojos, pero también actúa contra los guiados por radar. En 2005 ya estaba instalado en cazabombarderos F-16 y helicópteros artillados AH-64 Apache. 
Por su parte los británicos idearon en el 2003 el sistema HIDAS (del inglés Helicopter Integrated Defensive Aid Suite) que permite detectar y evaluar si los misiles son de un tipo u otro, el grado de amenaza que suponen y los recursos con que cuenta el aparato para contrarrestarlo.
De todas formas la tendencia actual no se orienta solo a mejorar las medidas; sino a unirlas todas con las detectadas por otros aparatos y sistemas en una sola red donde se coordine la información y las respuestas desde un C4I (Comunicaciones, Comando y Control, Computadores e Información).

### Defensa civil

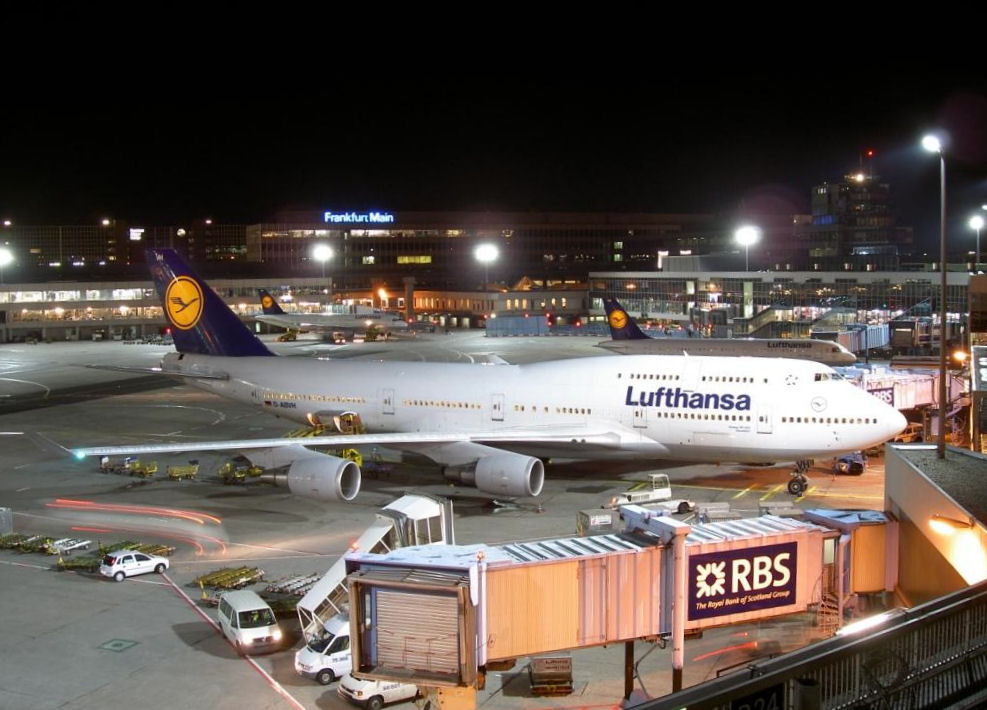
En Europa, exceptuando las iniciativas de Lufthansa, poco se ha hecho por defender los aviones civiles.

El plan israelí persigue dotar a todos los aviones de sus tres líneas aéreas (El Al, Arkia e Israir) de medidas antimisiles instaladas y desarrolladas por empresas israelíes, como IAI (Israel Aerospace Industries) ELTA Systems e IMI Systems. Pese a las reticencias por el coste de mantenimiento, el de instalación, los problemas ambientales y la psicosis que la presencia de dichas medidas pudiera provocar, se ha llegado al acuerdo de que el gobierno pagará la instalación y las líneas aéreas el mantenimiento.
El plan estadounidense lo presentó en 2003 el Departamento para la Seguridad del Territorio. Planeaba instalar medidas de protección y autodefensa en todos los turborreactores estadounidenses en un plazo de dos años, con un coste de 120 millones de dólares. Las empresas seleccionadas para llevarlo acabó fueron BAE Systems, Northrop Grumman y la United Airlines.
En el caso europeo poco se ha hecho aparte de la iniciativa lanzada por la firma Lufthansa. La aerolínea germana y su filial Lufthansa Technik se proponen dotar de medidas antimisil a todos sus aviones, además de abrir las puertas a un posible mercado de protección para aviación corporativa y líneas aéreas. Lufthansa ha solicitado los servicios de la estadounidenses Northrop Grumman, una de las responsables del programa estadounidense. El problema estriba en que el gobierno de Estados Unidos solo permite la transferencia de esa tecnología a otros países para aviones militares o de transporte presidencial. Luftansa pretende solventar esta limitación la aerolínea ha presentado una propuesta a EADS, según la cual la empresa constructora se ocupe de la comercialización y venta de los sistemas, mientras Lufthansa Technik instalaría los equipos en las aeronaves.

## Propuestas de control y no proliferación

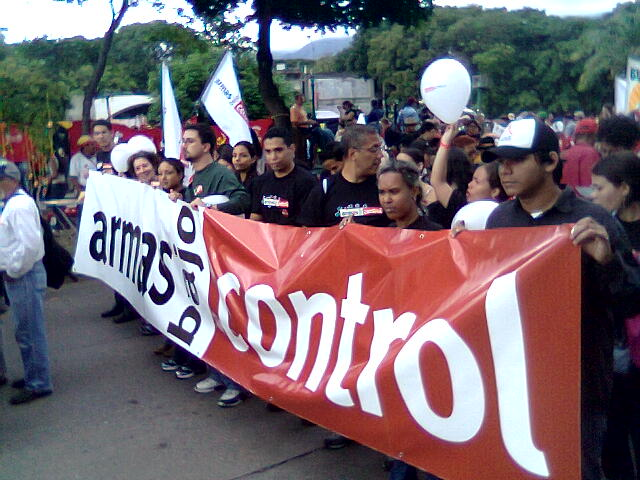
Amnistía Internacional pide que todas las armas, incluidos los misiles, se controlen y se pueda trazar su comercialización.

En 2005 autores como el citado José Mª Sáenz abogaban por un acuerdo internacional de no proliferación de este tipo de armas.
Organizaciones como Amnistía Internacional u Oxfam Internacional han solicitado que se firme un tratado internacional para el control, mas no la prohibición, de todas las armas, en concreto de las armas pequeñas y ligeras a las que pertenecen los misiles guiados por infrarrojos. Entre otras medidas se propone que cada ejemplar tenga una marca que lo identifique y permita su trazabilidad para conocer su fabricante, vencedor e intermediario si fuese preciso; con un sistema similar a como son trazados otros productos, como por ejemplo los medicamentos.
Sin embargo, y pese al respaldo de la Unión Europea y muchos países de América y África, la conferencia mundial sobre armas pequeñas, celebrada en julio de 2006, acabó sin acuerdo debido al rechazo de un pequeño número de países como Cuba, India, Israel, Pakistán y sobre todo Estados Unidos, que bloqueó de manera sistemáticas los puntos fundamentales para evitar llegar a un acuerdo, según Amnistía Internacional.